# Johan Louis de Jonge
Johan Louis de Jonge (Zierikzee, 21 januari 1826 - Friedrichroda (Thüringen, Dld.), 12 juli 1887) was een Nederlands politicus.
De Jonge was een orthodox-protestantse reder en wethouder uit Zierikzee, die antirevolutionair afgevaardigde voor het district Middelburg was. Hij was een vurig bestrijder van sterkedrank. Hij speelde in 1881 dan ook een vrij prominente rol bij de behandeling van de ontwerp-Drankwet. Hij verruilde zijn Kamerlidmaatschap later voor een functie bij een waterschap, een sector waarin hij voordien ook al bestuursposten had. Daarnaast was De Jonge actief bij de armenzorg, op kerkelijk gebied en in onderwijsbesturen.
Hij was lid van de parlementaire enquêtecommissie besmettelijke longziekte onder rundvee.
- Biografisch Portaal: 81184176
- International Standard Name Identifier: 0000 0003 9182 4875
- Nederlandse Thesaurus van Auteursnamen: 273408739
- Parlement.com: vg09ll229dzy
- Virtual International Authority File: 285751852
- WorldCat: E39PBJyh8mjxttFhX3Ykm9Qcyd